# Allocosa dufouri
Allocosa dufouri är en spindelart som först beskrevs av Simon 1876.  Allocosa dufouri ingår i släktet Allocosa och familjen vargspindlar. Inga underarter finns listade i Catalogue of Life.